# Савіна Віра Юріївна
Віра Юріївна Савіна (нар. 9 червня 1951, Тула, Російська РФСР) — білоруський кіносценарист і журналіст, дизайнер куратор художніх виставок. Працювала в Москві та Мінську. Член Спілки журналістів Москви, Спілки журналістів Республіки Білорусь, Союзу кінематографістів Республіки Білорусь, Спілки дизайнерів Республіки Білорусь. У 2020 ріку їй присвоєно почесне звання «Заслужений діяч культури Республіки Білорусь».

## Життєпис
Походить з родини потомствених російських дворян. Прадід Віри Юріївни — В'ячеслав Петрович Грушецький, був особистим лікарем сім'ї Льва Толстого та головним лікарем Ваникінської лікарні в Тулі, дід — Борис В'ячеславович Грушецький, був директором Тульського драмтеатру, батько — Юрій Павлович Матраєв (1919—1993), соліст опери, баритон.
У 1973 році Віра Савіна закінчила філологічний факультет Білоруського державного університету. У 1968 році вийшла її перша публікація як журналістки — у газеті «Радянська Білорусь». З 1977 по 1985 роки була редактором театрального відділу літературно-драматичної редакції Білоруського телебачення. Була автором та редактором творчих портретів митців, письменників, кінематографістів, акторів, таких, як Андрій Миронов, Михайло Ульянов, Андрій Вознесенський, Станіслав Любшин, Ростислав і Олег Янковські, Олег Табаков, Анатолій Папанов, Юрій Яковлєв, Ада Роговцева, і багато інших.
У 1988—1989 роках була позаштатним кореспондентом телепрограми «Погляд» на Центральному телебаченні в Москві. З початку 1990-х років нею написані сценарії близько тридцяти документальних фільмів. У 1992 році — член журі фестивалю телевізійних програм у Каннах (Франція) «FIPA» — секція «Події в суспільстві і великі репортажі». Також займається організацією культурних проектів і художніх виставок.

## Фільмографія

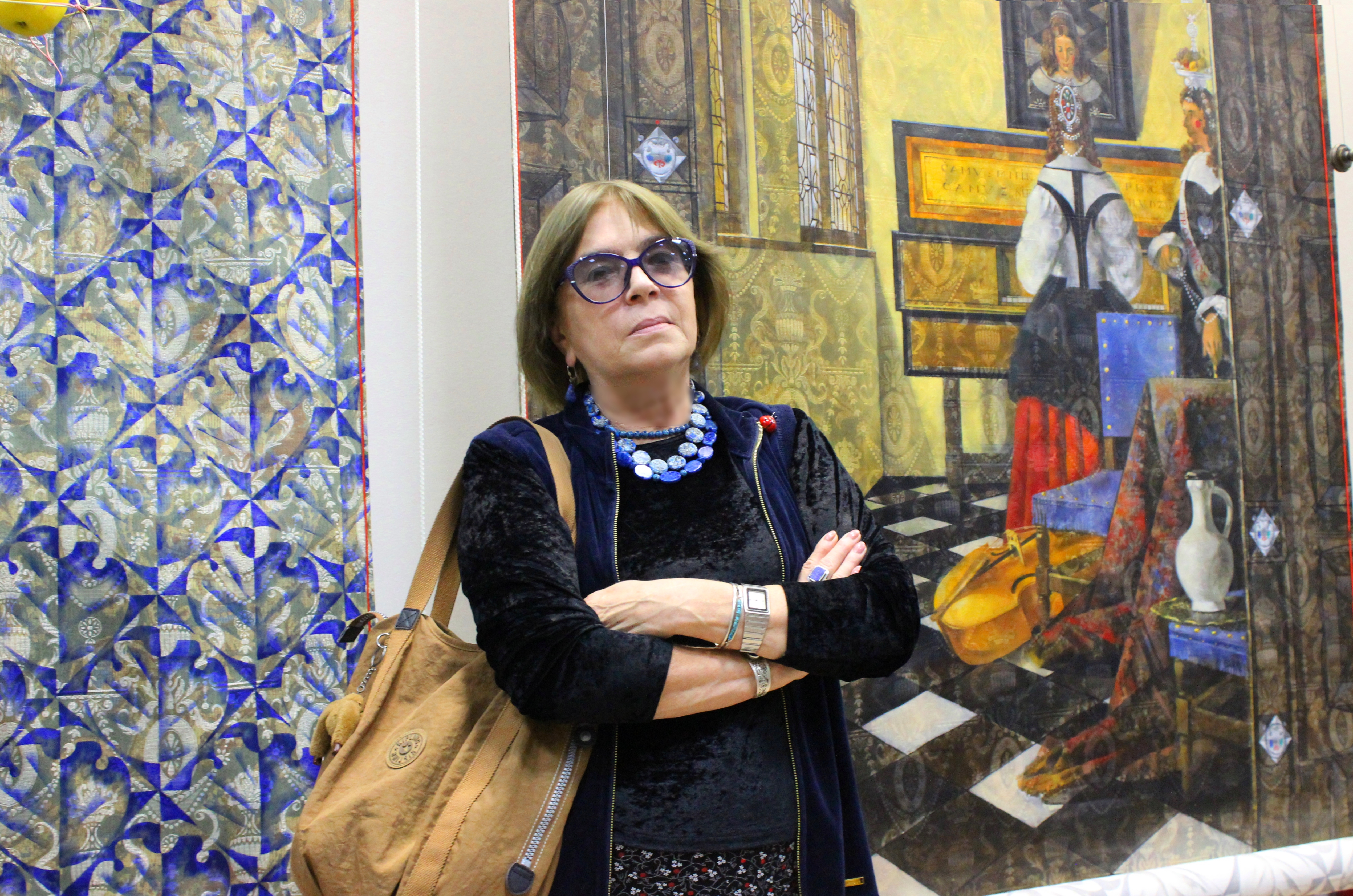
На відкритті арт-проекту «Діалог епох. Інтерпретації» у мінській художньої галереї творів Леоніда Щемелева 5 вересня 2014 року

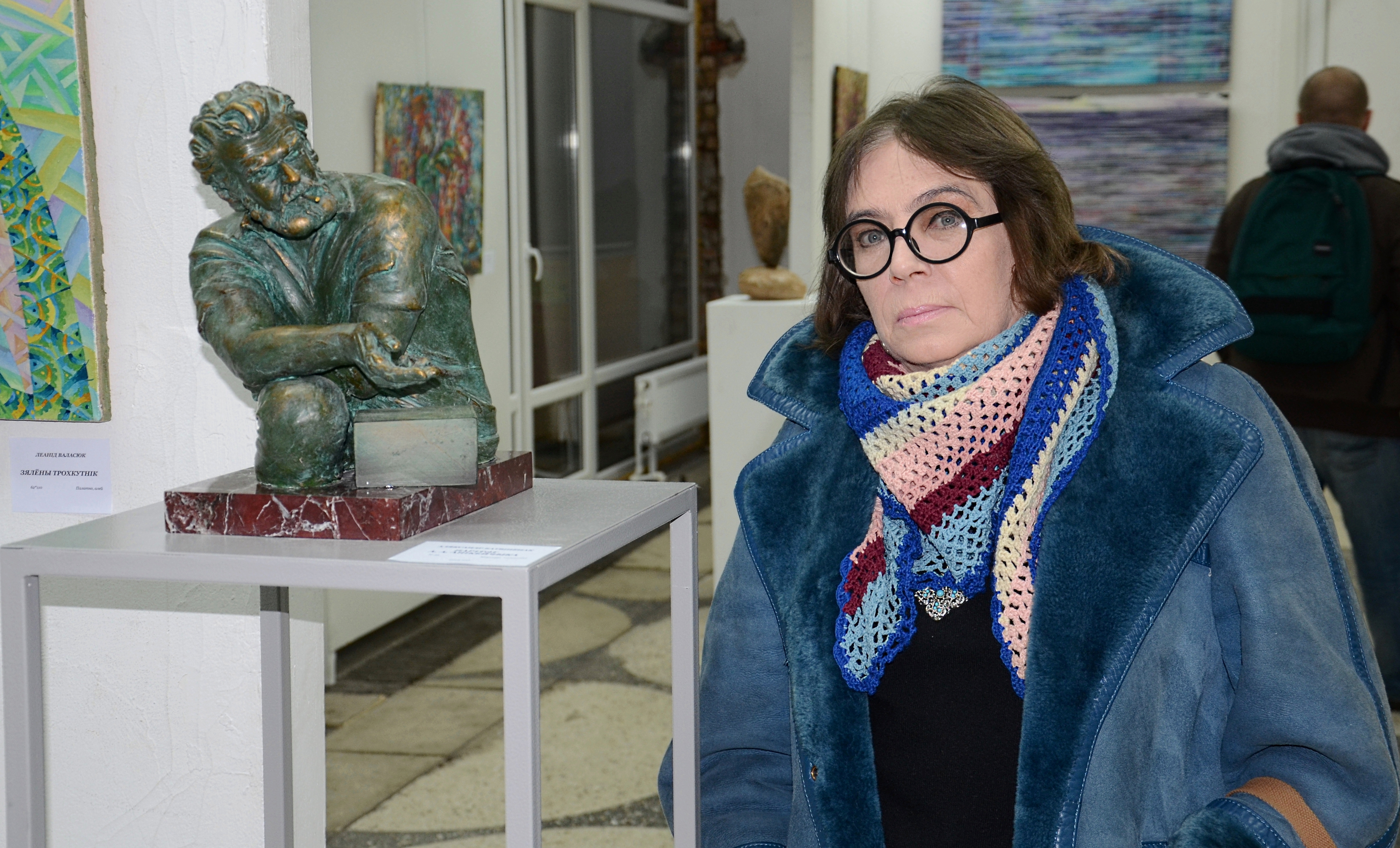
На виставці у Палаці мистецтв біля скульптури Олександра Ботвиненка, присвяченій Анатолію Анікейчику, Мінськ, 27 листопада 2014 року

- «Ангел мій…» — Кіностудія «Укркінохроніка», Київ. 1991 рік.
- «Що наше життя…» — до 150-річчя П. І. Чайковського. «Лентелефільм», Ленінград, 1991 рік.
- «Місту і світу» («Urbi et orbi») фільм про Марка Шагала, «Союзекофільм», Москва, 1991 рік.
- «Владика» — Митрополит Мінський і Слуцький, патріарший екзарх Білорусі Філарет. Творче об'єднання «Телефільм», Білдержтелерадіо, 1993 рік.
- «Художник Борис Заборов з Парижа». Кіновідеостудія «Тетяна», Мінськ, 1993 рік.
- «Я садівником народився». Творче об'єднання «Телефільм», Білдержтелерадіо, Мінськ, 1996 рік.
- «Мій Мінськ». Творче об'єднання «Телефільм», Білдержтелерадіо, Мінськ, 1996 рік.
- «Людина з Гасконі». Білдержтелерадіо. Мінськ, 1998 рік.
- «Диригент Олександр Анісімов» Творче об'єднання «Телефільм», Білдержтелерадіо, Мінськ, 1999 рік.
- «На тлі століття». («Білорусія, XX століття»). Творче об'єднання «Телефільм», Білдержтелерадіо, Мінськ, 2000 рік.
- «Солдат свого часу» (партійний і державний діяч Білоруської РСР Т. Я. Кисельов). Білвідеоцентр, Мінськ, 2000 рік.
- «Доля людини. Ірина Віолентій». Творче об'єднання «ФІТТ», Мінськ, 2001 рік.
- «Доля людини. Марія і Йосип». Творче об'єднання «ФІТТ», Мінськ, 2002 рік.
- «Я уявляю це так». Директор Копильського краєзнавчого музею В. Шуракова. (У телевізійному циклі «Спільний дім».) Білвідеоцентр, Мінськ, 2002 рік.
- «Ромашка» (майстер зачіски Ст. Єременко) («Спільний дім»). Білвідеоцентр, Мінськ, 2002 рік.
- «Паливода» (композитор Ігор Паливода). Білвідеоцентр, Мінськ, 2002 рік.
- «Принцеса цирку» (Директор Білдержцирку Т. Бондарчук) («Спільний дім»). Білвідеоцентр, Мінськ, 2002 рік.
- «Доля людини. Пан Тадеуш». Творче об'єднання «ФІТТ» р. Мінськ, 2002 рік.
- "Білоруська визвольна операція «Багратіон». Білвідеоцентр, м. Мінськ, 2003—2004 рр.
- «Коли замовкла сегідилья» — до 100-річчя народної артистки СРСР та народної артистки Білоруської РСР Лариси Олександрівської. Білвідеоцентр, Мінськ, 2005 рік.
- «Дизайнери» (про білоруську Спілку дизайнерів). Білвідеоцентр, Мінськ, 2005 рік.
- «Мінськ — моя столиця». «Білвідеоцентр», Мінськ, 2006 рік (у співавторстві з Олександром Ніловим).
- «Тут. Зараз. Сьогодні». (Драматург Олена Попова). Студія документального кіно, Білоруське телебачення. 2007 рік (у співавторстві з Олександром Ніловим).
- «Благословіть відвідати обитель». Пушкін і Свято-Успенський Святогірський монастир, Пушкін і православ'я. Студія документального кіно, Білоруське телебачення, 2009 рік (у співавторстві з Олександром Ніловим).
- «Мама». Народна артистка СРСР, народна артистка УРСР Галина Макарова. Студія документального кіно, Білоруське телебачення, 2009 рік (у співавторстві з Олександром Ніловим).
- «Цей дивний світ… Чеслав Немен». Студія документального кіно, Білоруське телебачення, 2009 рік (у співавторстві з Олександром Ніловим).
- «Застигла музика Лангбарда» (архітектор, володар «Гран-прі» Всесвітньої паризької виставки 1937 року). Студія документального кіно, Білоруське телебачення, 2010 рік (у співавторстві з Тетяною Бембель).
- «Сінематека». Режисер Валерій Рыбарев. Білоруське телебачення, червень 2011 р.
- «Марк Шагал. Нереальна реальність», Білвідеоцентр.

## Публікації
- білоруська преса: газета «Радянська Білорусь», газета «Культура»[be], «Літаратура і мастацтва»[be], журнал «Бярозка»[be];
- російська преса: «Известия»;
- французька преса: «Російська думка», «Міді лібр»;
- інтерв'ю на радіо «Свобода».

## Організація виставок і фестивалів
- 1990 рік (червень — жовтень), 1991 рік (березень — квітень) — виставка «Франція + Форма» за участі білоруських і французьких художників: Москва, Мінськ, Вітебськ, Нім (Франція). Підготовка каталогу виставки, аукціону, прес-реліз, паблік рілейшн.
- 1990 рік (червень — жовтень) — виставка «Магія наїву» — Катерина Медведєва і московські художники: Москва, Нім (Франція). Підготовка каталогу виставки, аукціону, прес-реліз, паблік рілейшн.
- 1993—2003 роки — гуманітарна акція в допомогу слабочуючим дітям в Білорусії, організована Асоціацією лікарів Лазурного Берега Франції «Gam sourdite» за підтримки посольства Республіки Білорусь у Франції та особисто посла Республіки Білорусь у Франції пані Ніни Миколаївни Мазай[be].
- 1995 рік (червень) — виставка білоруських художників в Блумендале (Нідерланди) — соцреалізм. (Адольф Гугель[be], Раїса Кудревич, Павло Масленіков, Май Данциг, Валерій Шкарубо, Олексій Равський). Прес-реліз.
- 1995 рік — виставка Бориса Заборова в Культурному центрі аерокосмічних досліджень «Аероспасьяль», Тулуза (Франція).
- 1995 рік — персональна виставка Мая Данцига в Блумендалі, (Нідерланди).
- 2000 рік — організація фестивалю білоруського і російського кіно в Зандворті (Нідерланди).
- 2008 рік — виставка живопису художниці Тамари Батакової-Матвєєнко в Червоному Костелі (Мінськ), спільно з посольством Республіки Польща в Республіці Білорусь.
- 2008—2009 рік — виставка живопису Тамари Батакової-Матвєєнко і А. Матвєєнко в Білостоці, Білій Підлясьці і Гайнівці, спільно з генеральним консульством Республіки Білорусь у Білостоці.
- 2010—2013 роки — допомога у створенні Будинку-музею Чеслава Немена в селі Старі Василишки (Щучинського району Гродненської області), і в зборі музейних експонатів.
- 2011—2014 роки — робота зі створення опікунської ради будинку-музею Чеслава Немена в Старих Василишках, концепції розвитку музею, розробка сценарію свята в Старих Василишках[4].
- 2012 рік — виставка живопису Тамари Батакової-Матвєєнко в Білій Підлясьці спільно з генеральним консульством Республіки Білорусь і польським центром культури Білої Підлясьці.

## Нагороди та медалі
- 2012 рік — державна нагорода «Медаль Франциска Скорини».
- 1982 рік — Приз білоруської Спілки журналістів «Золоте Перо» за творчий портрет народного художника Білоруської РСР, скульптора Анатолія Анікейчика.
- 1983 рік — перший Приз всесоюзного фестивалю телевізійних програм в Кишиневі за творчий портрет народного артиста СРСР Ростислава Янковського та заслуженого артиста СРСР Олега Янковського.
- 1991 рік — Приз глядацьких симпатій телеканалу Останкіно за документальний фільм «Ангел мій…» («Укркінохроніка». Київ).
- 1996 рік — Диплом міжнародного фестивалю слов'янських і православних фільмів «Золотий Витязь» за фільм «Я садівником народився» (Творче об'єднання «Телефільм» Білдержтелерадіо).
- 1997 рік — Головний приз критиків на IV міжнародному фестивалі жіночого кіно у Мінську за фільм «Художник Борис Заборов» (Кіновідеостудія «Тетяна», Мінськ).
- 1997 рік — Гран-прі 1-го білоруського національного кінофестивалю в Бересті за фільм "Художник Борис Заборов (студія «Тетяна», Мінськ).
- 1999 рік — Диплом фестивалю російських фільмів у Зандворті (Нідерланди) за фільм "Художник Борис Заборов.
- 2004 рік — Диплом фестивалю «Золотий Витязь» в Іркутську фільм «Імені Багратіона». До 60-річчя визволення Білорусі від німецько-фашистських загарбників.
- 2010 рік — Диплом номінанта до нагороди імені Єжи Ґєдройця Польського інституту в Мінську «За хвилюючу кіноповість про Чеславе Немена».
- 2012 рік — Нагорода Брестського фестивалю національного кіно «За оригінальне вирішення теми» — фільм «Марк Шагал. Нереальна реальність».